# Normand L'Amour
Normand Cournoyer (Saint-Joseph-de-Sorel, Quebec, 6 de setembre de 1930-3 de novembre de 2015), conegut artísticament com a Normand L'Amour, va ser un cantautor quebequès.
Comença la seva carrera el 1998, quan és convidat pel programa de televisió La fi du monde est à sept heures (La fi del món és a les set hores) a cantar les seves cançons. Considerat com un comediant, va ser nominat el seu àlbum C'est pas possible (No és possible) com a disc de comèdia de l'any per l'associació Prix Félix.

## Àlbums d'estudi
- 1998: C'est pas possible
- 1999: Comme personne
- 2006: Hip-Hop Remix